# 回家的诱惑
《回家的诱惑》是一部中国大陆製电视剧，改编自经典韩剧《妻子的诱惑》。本剧由湖南卫视首播，2010年6月开始拍摄，9月25日在上海杀青。由韩国女演员秋瓷炫、香港红星李彩桦、中國大陆小生凌潇肃和迟帅领衔主演的都市女性时尚情感大戏。該劇讲述了一个温良贤淑的柔弱少妇成长为独立坚强的都市女性的蜕变历程。本剧上部《回家的诱惑》讲述豪门少妇林品如的悲惨遭遇；下部《回家的欲望》讲述林品如的复仇计划及获得真爱。
该剧最高收視率高達5.19%，收視份額更高達26.7%，最终收视率打敗中國大陸2004年播映韓劇《大長今》，而仅次于《還珠格格》。同时直到2017年《人民的名义》播出前，该剧也是2000年以来中国大陆收视率最高的电视连续剧。

## 剧情
家庭主妇林品如原本过着简单而平静的生活，为了丈夫和婆家全力打理家庭，没想到丈夫却爱上了自己最好的朋友，幸福的生活彻底改变。不甘心失败的她死而重生并决心挽回自己家庭。在拯救婚姻过程中，一个原本以家庭和丈夫为生活重心的贤妻良母也慢慢蜕变成为自己而活的坚强女性。

## 演員

### 洪家
| 演員   | 角色          | 原劇对应角色  | 角色简介 | 台湾重配版 | HKTV粤语 |
| 黃達亮 | 洪國榮        | 鄭廈趙        | 白鳳之夫/高虹前夫 世賢世馨寶蓮之父/尚恩祖父 品如、艾莉前公公/珊珊（品如）後公公 對於品如這個媳婦很欣慰，後來卻沒想到自己媳婦才死沒多久自己兒子就要娶別人，而三番兩次阻擋艾莉進入洪家，後來因為艾莉謊言讓自己竟而答應他倆結婚，以為自己兒子終於可以定下心來好來愛惜艾莉，卻沒想到世賢又愛上了要報復自己兒子的品如。 | 梁兴昌     | 梁志達   |
| 劉潔   | 白鳳          | 白美人        | 洪國榮之妻/世賢世馨之母 寶蓮嬸嬸其為養母/尚恩祖母 品如、艾莉前婆婆/珊珊（品如）後婆婆 貪生怕死且愛錢如命的女人，常常虐待品如，從不把品如當媳婦看待。後來被艾莉給虐待。 | 杜素真     | 程文意   |
| 凌潇肃 | 洪世賢        | 鄭橋彬        | 白凤國榮大子/寶蓮同父異母之弟 世馨之哥/品如前夫後為艾莉前夫 後為珊珊（品如）之夫 五年前因為跟艾莉有一腿而被發現後，原想這此結束，卻沒想到艾莉竟懷孕了，後來與品如離婚，與品如到海邊划船卻因來不及救而讓品如沉落海底，後來因怕事情曝光而隱瞞 後來卻愛上了品如冒充的高珊珊，後來知道艾莉有癌症而決心陪伴。           | 吴文民     | 何承駿   |
| 秋瓷炫 | 林品如/高珊珊 | 具恩才/閔筱希 | 世賢第一任妻子/第三任妻子 高文彦妻子 詳見高家 | 冯嘉德     | 陳凱婷   |
| 李彩桦 | 艾莉          | 申艾莉        | 世賢第二任妻子 詳見林家 | 陈美贞     | 曾秀清   |
| 鄭亦桐 | 洪寶蓮/高敏敏 | 鄭河娜/閔小星 | 國榮高虹之女/珊珊同母異父姊 世賢世馨同父異母姊 實為洪國榮以姪女隱藏的親生女兒 | 陈美贞     | 朱慧珊   |
| 馨子   | 洪世馨        | 鄭秀彬        | 世賢之妹/寶蓮同父異母妹 品如前小姑後為艾莉前小姑 後實為珊珊（品如）小姑 非常喜歡品如大嫂，常常在艾莉面前說出品如多好多好，讓艾莉恨牙牙。 | 王瑞芹     | 楊婉潼   |
| 朱佳煜 | 洪尚恩        | 鄭尼諾        | 艾莉世賢前私生子後為洪家子孫 守成范丹養外孫 國榮白凤內孫 | 王瑞芹     | 陳姻岐   |

### 林家
| 演員   | 角色   | 原劇对应角色 | 角色简介 | 台湾重配版 | HKTV粤语 |
| 巴戈   | 林守成 | 具英秀       | 奕德品如之父/世賢前岳父後岳父 | 使用原音   | 黃志明   |
| 张芝华 | 范丹   | 尹美子       | 奕德品如之母/世賢前岳母後岳母 | 陈美贞     | 黃鳳英   |
| 雷佳音 | 林奕德 | 具強才       | 品如之哥 疼妹到家的人，多次幫妹妹出氣而打傷洪世賢，最後知道是因為自己而讓妹妹離婚以及死去。 | 梁兴昌     | 何偉誠   |
| 秋瓷炫 | 林品如 | 具恩才       | 守成范丹之女/奕德之妹/艾莉養姐 世賢第一任和第三任妻子 為了要報仇而假扮成高虹之女文彥之妹來報復洪世賢和艾莉。 | 冯嘉德     | 陳凱婷   |
| 李彩華 | 艾莉   | 申艾莉       | 守成范丹養女/奕德養妹兼前女友 品如養妹實為情敵/世賢之妻後為前妻/尚恩之母 年幼喪父母，被品如父母收養，卻也與品如同時愛上世賢，雖然口頭祝福她倆幸福快樂，但私底下卻是跟洪世賢偷來暗去，後來設下陷阱讓品如跳入，終於私情被發現了，不但不知廉恥還一而三再而三的跑去林家嗆聲，希望品如別來破壞自己和世賢的家庭，後來自己一步一步踏入品如陷阱中，原想與高珊珊合作除掉林品如，卻遭到高珊珊背叛，後來終於懷孕了卻也患上癌症。最後與世賢葬身大海 | 陈美贞     | 曾秀清   |

### 高家
| 演員   | 角色         | 原劇对应角色 | 角色简介 | 台湾重配版 | HKTV粤语 |
| 夏台凤 | 高虹         | 閔賢珠       | 寶蓮（敏敏）、珊珊之母/文彥養母 品如婆婆 曾與洪國榮是男女友還有一女，後來卻被騙家產，連孩子也被洪國榮害死，後來遇見了洪家前媳婦林品如，並幫助她假裝為自己女兒高珊珊兼媳婦報復洪世賢，也要她替自己報復洪國榮。 | 使用原聲   | 蔡雁紅   |
| 遲帥   | 高文彥       | 閔健佑       | 高虹養子/品如之夫/珊珊養兄 15歲那年被珊珊之母收養，原以為珊珊只把自己當成哥哥，卻沒想到珊珊竟喜歡自己而且還與媽媽鬧翻，後來失迷在珊珊死去之中，後來幫助了品如，後來一點一滴的卻也愛上了品如。                 | 李景唐     | 伍博民   |
| 涂黎曼 | 高珊珊（真） | 閔筱希（真） | 高虹之女/寶蓮（敏敏）同母異父之妹 文彥無血緣之妹，在文彥來到高家的時候就愛上了文彥，後來知道文彥把自己當成妹妹並且要跟他人結婚，就氣的跳海自殺。高文彥第一任妻子                                              | 杜素真     | 高可慧   |
| 秋瓷炫 | 高珊珊（假） | 閔筱希（假） | 文彥之妻/高虹義女 因為要報復洪世賢和艾莉而假扮成高珊珊 | 冯嘉德     | 陳凱婷   |

## 與原劇的差異
雖然《回家的诱惑》是根據韓國原版《妻子的誘惑》翻拍的，其中主體劇情與人物設定也雷同，但兩者之間存在細節差異。
- 本劇中，洪世賢被高珊珊設計投資，騙走公司五千萬工程款。原劇裡，鄭橋彬被閔曉希在賭桌上輸光公司五千萬工程款。
- 本劇中，林品如是不小心落水，洪世賢欲救人無果，過程被網友拍到。原劇裡，則是鄭橋彬強拉具恩才進海裡，意圖想淹死具恩才，過程被二人看診醫院婦產科護士小姐目擊。
- 本劇中，林品如落水影片是變成高珊珊後，高虹與高珊珊故意拍的。原劇裡，則是婦產科護士拍的，後用來敲詐鄭橋彬、申艾莉。
- 本劇中，高珊珊（林品如）叫高文彥出來本來是要送他領帶，結果遇到洪世賢這條領帶改送給他，因此也沒有多準備一條領帶給高文彥，更沒有遇到公公洪國榮，高文彥也沒有去找高珊珊（林品如）。原劇裡，則是閔筱希（具恩才）把閔健佑叫出來結果遇到鄭橋彬就把閔健佑圍在自己脖子上的圍巾圍在鄭橋彬的脖子上，後來遇到公公鄭廈趙落荒而逃把要送給閔健佑圍巾的袋子掉在地上，隨後閔健佑撿起袋子，知道閔筱希（具恩才）買了一條圍巾是要送給自己的，隨後並去找閔筱希（具恩才）。
- 本劇中，在工地發生爭執時，是品如母親撞到了磚塊上，原劇裡，則是恩才父親撞到了磚塊上。
- 本劇中，高珊珊在家裡被文彥推倒後撞牆壁並陷害品如，原劇裡，則是閔筱希在餐廳拉著具恩才的手趁著母親出來的時候假裝跌下樓梯並陷害恩才。
- 本劇中，珊珊最後說想看到品如文彥結婚，最後品如文彥、寶蓮奕德在結局時候結婚，原劇裡則是筱希在艾莉橋彬的喪禮中，故意去跟健佑說恩才忘記在喪禮的東西，隨後健佑追出去，並把東西交給恩才，其後恩才把東西打開才發現是戒指及一張卡片，並告訴健佑叫他不要想太多，健佑則說我現在非常非常的需要妳，恩才被其感動，兩人並互相幫對方戴戒指，隨後看天空彷彿看到艾莉和橋彬，劇情到此結束。
- 本劇中，珊珊（品如）被關在倉庫裡被世賢所救出文彥也在現場，原則是橋彬救出筱希（恩才）健佑並不在現場，健佑看到強才開走筱希（恩才）的車，誤會筱希（恩才）丟下他走掉。
- 本劇中，高珊珊（林品如）對蜂蜜過敏，原劇裡閔筱希（具恩才）則對水蜜桃過敏。
- 本劇中，高珊珊被襲擊後有認出壞人是誰，原劇裡閔筱希則是沒有指認壞人是誰。
- 本劇中，珊珊（品如）和文彥當兄妹後以文彥、珊珊互相稱呼對方，艾莉則沒有察覺蹊蹺也以名字互相稱呼對方，原劇裡筱希（恩才）和健佑當兄妹後以健佑先生、筱希小姐稱呼對方，對此使艾莉產生懷疑為何兄妹要以尊稱先生、小姐稱呼對方。
- 原劇中建佑開車時去找恩才時，恩才並沒有傳訊息給建佑而是在路邊發現恩才，本劇中珊珊（品如）有傳訊息給文彥。
- 本劇中，品如哥哥帶寶蓮去高家找文彥算帳。原劇恩才哥哥約他們三人去咖啡廳將事實真相影片給他們看。他們母親差點沒有昏倒並賞筱希耳光。
- 本劇中，文彥帶品如去學游泳時，卻遇到艾莉與世賢，文彥在情急之下吻了品如，原劇在百貨公司健佑和恩才遇上了艾莉以及喬彬，健佑在轉向另外一邊。
- 本劇中，文彥到醫院看到品如燙傷痛到昏過去，叫醫生朋友救人。
- 原劇中，健佑來到韓屋給恩才送日常生活用品，恩才痛到昏過去就健佑趕快把開快車揹她送醫院治療。
- 本劇中，世賢一聽到品如要和文彥結婚，就要求文彥放了品如，文彥就說「吃了甜就吞了下去，苦了你就是吐了出來。」
- 原劇中，閔健佑變成總經理受不了了世賢來公司大呼小叫，這是所說的愛情關念嗎，像長不大的小孩。
- 本劇中尼諾被瓦斯燒開水給燙傷紅通通，趕快送醫救治療。
- 原劇中，尼諾卻要為找媽媽被玻璃碎片給刺傷就趕快送醫治療。

除此之外有一些劇情則是韓版有，而中版沒有翻拍的劇情：
- 恩才還在當筱希的時候閔健佑幫閔筱希（恩才）戴戒指，跟她求婚，後來有一次在家裡健佑泡咖啡給母親和筱希（恩才）被發現帶一樣的戒指，並告訴母親喜歡筱希（恩才）。
- 劇裡有秀彬和健佑去看恩才&健佑邀筱希（恩才）去看電影（雖然沒有看成，卻一直在戲院門口等筱希（恩才）來，隨後筱希（恩才）也趕到戲院門口，並與健佑互相擁抱）。
- 劇裡秀彬把耳環送給健佑，隨後健佑把耳環送給了筱希（恩才）。
- 健佑送給筱希（恩才）一個米奇娃娃，這個娃娃有個按鍵只要按下就會有DARLING，I LOVE YOU（親愛的，我愛你）的聲音出現。
- 在妻子的誘惑筱希（恩才）跪在耶穌基督的面前暗中發誓復仇，在回家的誘惑則是在對天發誓復仇。
- 劇裡在橋彬和筱希（恩才）要結婚時出現了一位知道原本的筱希已經去世及長相的李女士出現在婚禮現場。
- 本劇中，珊珊（品如）高文彥帶品如游泳遇上了品如的前夫洪世賢以及申艾莉，高文彥親吻珊珊（品如）。原劇中健佑跟筱希（恩才）在公司前夫鄭橋彬以及申艾莉健佑就親吻筱希（恩才）就馬上就衝出公司。
- 本劇中，珊珊（品如）去天橋上大吼出聲，高文彥並不在她的身邊安慰，也並沒有鮮花丟進大海。
- 原劇中，健佑有陪伴在(恩才)的身邊，陪恩才去紀念可憐的孩子。
- 本劇中，高珊珊無意間看到品如跟文彥在過班馬路，二人手牽著手，高珊珊企圖將品如給撞死最終擦身而過。
- 原劇中，恩才去百貨公司，真筱希看到恩才搭手扶梯，筱希想要推恩才她下去，看到人潮眾多因此作霸。

## 電視劇歌曲
| 曲序 | 曲目                   | 演唱   |
| ---- | ---------------------- | ------ |
| 1.   | 《无法原谅》（片頭曲） | 李佳璐 |
| 2.   | 《避风港》（片尾曲）   | 习明   |
| 3.   | 《避风港》（插曲）     | 李佳璐 |
| 4.   | 《短暫的美麗》（插曲） | 李彩樺 |

## 宣傳活動
| 播出時間      | 活動           | 出席演員                             |
| ------------- | -------------- | ------------------------------------ |
| 2011年3月19日 | 《快樂大本營》 | 秋瓷炫、迟帅                         |
| 2011年4月30日 | 《快樂大本營》 | 秋瓷炫、李彩桦、迟帅、涂黎曼、郑亦桐 |

## 收视率
| 平台     | 平均收视率 | 平均市場份額 | 全年排名 |
| 湖南卫视 | 3.43       | 16.19        | 1        |

由csm数据参考而来，收视率包括全天收视指数和市场（收视）份额参数

## 衍生作品
2021年，Bilibiliup主星无等人模仿《回家的诱惑》剧情，基于Love Live! Superstar!!人物二次创作的剪辑配音同人作品《唐可可的诱惑》系列，因与原作偶像动画迥异的剧情风格迅速走红，影响甚至传播至日本、韩国。

## 节目变迁
| 中国 湖南卫视 金鹰独播剧场 周一到周日 22:00 | 中国 湖南卫视 金鹰独播剧场 周一到周日 22:00 | 中国 湖南卫视 金鹰独播剧场 周一到周日 22:00 |
| ------------------------------------------- | ------------------------------------------- | ------------------------------------------- |
|                                             | 回家的诱惑 （2011年2月21日－3月29日）       |                                             |
| 宫 （2011年1月31日－2月21日）               | 天使的诱惑 （2011年3月29日－4月14日）       |                                             |

| 臺灣 八大戲劇台 每週一至週五 22:00-23:00 · 5月25日起改為08:00-10:00首播 | 臺灣 八大戲劇台 每週一至週五 22:00-23:00 · 5月25日起改為08:00-10:00首播 | 臺灣 八大戲劇台 每週一至週五 22:00-23:00 · 5月25日起改為08:00-10:00首播 |
| ----------------------------------------------------------------------- | ----------------------------------------------------------------------- | ----------------------------------------------------------------------- |
|                                                                         | 回家的誘惑 （2011年5月2日－6月23日）                                    |                                                                         |
| 春之戀 （2011年4月4日－4月29日）                                        | 麵包王金卓求 （2011年5月25日－7月27日）                                 |                                                                         |

| 中国 广东电视台珠江频道(粵語) 周一到周五 19:00-21:00 | 中国 广东电视台珠江频道(粵語) 周一到周五 19:00-21:00                      | 中国 广东电视台珠江频道(粵語) 周一到周五 19:00-21:00 |
| ---------------------------------------------------- | ------------------------------------------------------------------------- | ---------------------------------------------------- |
|                                                      | 回家的誘惑 （2011年9月14日－10月31日）                                    |                                                      |
| 新京城四少 （2011年8月19日－9月13日）                | 换女成凤 （2011年11月1日－11月15日） 三國 (2011年11月16日－2012年1月16日) |                                                      |

| 中華TV 週一至週五 23:00~01:00(兩集) | 中華TV 週一至週五 23:00~01:00(兩集)           | 中華TV 週一至週五 23:00~01:00(兩集) |
| ----------------------------------- | --------------------------------------------- | ----------------------------------- |
|                                     | 妻子的誘惑（中國版） (2013年2月28日－5月24日) |                                     |
| 王的女人 (2013年1月14日－2月27日)   | 神鵰俠侶 (2013年5月27日－7月12日)             |                                     |

| 香港電視網絡 每日 22:00－23:00 7月24日 22:10－23:00 8月18日 暫停播映 | 香港電視網絡 每日 22:00－23:00 7月24日 22:10－23:00 8月18日 暫停播映 | 香港電視網絡 每日 22:00－23:00 7月24日 22:10－23:00 8月18日 暫停播映 |
| -------------------------------------------------------------------- | -------------------------------------------------------------------- | -------------------------------------------------------------------- |
|                                                                      | 回家的誘惑 （2015年7月2日－9月8日）                                  |                                                                      |
| 姐姐立正向前走 （2015年6月2日－7月1日）                              | 閃閃發亮 （2015年9月9日－11月1日）                                   |                                                                      |

1. ↑  普通话配音：邱秋
2. ↑  普通话配音：刘校妤